# Erythrogonia ekila
Erythrogonia ekila är en insektsart som beskrevs av Young 1977. Erythrogonia ekila ingår i släktet Erythrogonia och familjen dvärgstritar. Inga underarter finns listade i Catalogue of Life.